# Municipio de Shelby (condado de Jefferson)
El municipio de Shelby (en inglés: Shelby Township) es un municipio ubicado en el condado de Jefferson en el estado estadounidense de Indiana. En el año 2010 tenía una población de 1133 habitantes y una densidad poblacional de 9,02 personas por km².

## Geografía
El municipio de Shelby se encuentra ubicado en las coordenadas 38°51′0″N 85°17′11″O / 38.85000, -85.28639. Según la Oficina del Censo de los Estados Unidos, el municipio tiene una superficie total de 125.65 km², de la cual 125,18 km² corresponden a tierra firme y (0,37 %) 0,46 km² es agua.

## Demografía
Según el censo de 2010, había 1133 personas residiendo en el municipio de Shelby. La densidad de población era de 9,02 hab./km². De los 1133 habitantes, el municipio de Shelby estaba compuesto por el 97,88 % blancos, el 0,09 % eran afroamericanos, el 0,18 % eran amerindios, el 0,09 % eran isleños del Pacífico, el 0,62 % eran de otras razas y el 1,15 % eran de una mezcla de razas. Del total de la población el 1,15 % eran hispanos o latinos de cualquier raza.